# Дюсі
Дюсі — безлюдний атол в архіпелазі Піткерн, до якого належить з 1902 року. Площа острова становить 4 км², до яких входить площа лагуни. Відстань до міста Адамстаун — 536,94 км. Складається з 4 островів — Вестворд, Акадія, Пандора і Едвардс. Найбільший з них — Акадія.
Незважаючи на бідну рослинність, атол відомий як місце гніздування багатьох видів птахів. Понад 90 % світової популяції Тайфунника Мерфі гніздиться на острові. Близько 1 % світових популяцій червонохвостого фаетона і австралійського крячка також селяться на Дюсі.
Разом з островами Моту-Нуї та Маер, він є найближчим до «точки Немо» — океанічного полюса недосяжності.